# Notre-Dame-de-Grâce (ancienne circonscription fédérale)
Pour l’article homonyme, voir Notre-Dame-de-Grâce (homonymie).
Notre-Dame-de-Grâce est une ancienne circonscription électorale fédérale du Québec, située sur l'île de Montréal. Elle fut représentée à la Chambre des communes de 1949 à 1997.
La circonscription fut créée en 1947. Son nom fut modifié en 1980 pour Notre-Dame-de-Grâce—Lachine-Est. Cette dernière fut abolie en 1987 et redistribuée parmi la nouvelle circonscription de Notre-Dame-de-Grâce et la circonscription de Lachine—Lac-Saint-Louis. 
En 1987, la nouvelle circonscription de Notre-Dame-de-Grâce fut créée à partir de Notre-Dame-de-Grâce—Lachine-Est, Mont-Royal et Saint-Henri—Westmount. La circonscription fut abolie en 1996 et fusionnée à la circonscription de Notre-Dame-de-Grâce—Lachine.

## Géographie
En 1947, la circonscription comprenait:
- Les villes de Saint-Pierre et de Montréal-Ouest
- Une partie de la ville de Montréal contenu dans le quartier Notre-Dame-de-Grâce

## Députés
| Législature                                | Années    | Député         | Député                     | Parti                     |
| ------------------------------------------ | --------- | -------------- | -------------------------- | ------------------------- |
| Notre-Dame-de-Grâce                        |           |                |                            |                           |
| 21e                                        | 1949–1953 |                | Frederick Primrose Whitman | Libéral                   |
| 22e                                        | 1953–1957 |                | William McLean Hamilton    | Progressiste-conservateur |
| 23e                                        | 1957–1958 |                | William McLean Hamilton    | Progressiste-conservateur |
| 24e                                        | 1958–1962 |                | William McLean Hamilton    | Progressiste-conservateur |
| 25e                                        | 1962–1963 |                | Edmund Tobin Asselin       | Libéral                   |
| 26e                                        | 1963–1965 |                | Edmund Tobin Asselin       | Libéral                   |
| 27e                                        | 1965–1968 | Warren Allmand |                            | Libéral                   |
| 28e                                        | 1968–1972 | Warren Allmand |                            | Libéral                   |
| 29e                                        | 1972–1974 | Warren Allmand |                            | Libéral                   |
| 30e                                        | 1974–1979 | Warren Allmand |                            | Libéral                   |
| 31e                                        | 1979–1980 | Warren Allmand |                            | Libéral                   |
| 32e                                        | 1980–1984 | Warren Allmand |                            | Libéral                   |
| Notre-Dame-de-Grâce—Lachine-Est            |           |                |                            |                           |
| 33e                                        | 1984–1988 |                | Warren Allmand             | Libéral                   |
| Notre-Dame-de-Grâce                        |           |                |                            |                           |
| 34e                                        | 1988–1993 |                | Warren Allmand             | Libéral                   |
| 35e                                        | 1993–1997 |                | Warren Allmand             | Libéral                   |
| Dissoute parmi Notre-Dame-de-Grâce—Lachine |           |                |                            |                           |